# Marc Baum
Pour les articles homonymes, voir Baum.
Marc Baum, né le 11 juin 1978 à Esch-sur-Alzette (Luxembourg), est un acteur, metteur en scène et homme politique luxembourgeois, membre du parti La Gauche (déi Lénk).

## Biographie
Né le 11 juin 1978, Marc Baum est acteur de profession.
Il devient membre de la Chambre des députés en 2016, date à laquelle il succède à Serge Urbany.
Le 19 mai 2021, selon le principe de rotation du part, il est remplacé par Myriam Cecchetti à la Chambre des députés. En 2023, il est tête de liste de déi Lénk dans le Sud aux élections législatives et est une nouvelle fois élu.

## Détail des mandats et fonctions

### Membre de la Chambre des Députés
- Député depuis le 20/04/2016

### Fonctions
- Membre du Parti déi Lénk depuis le 28/01/1999
- Membre de la Sensibilité politique "déi Lénk" depuis le 20/04/2016
- Membre de la Commission de la Culture depuis le 20/04/2016
- Membre de la Commission des Institutions et de la Révision constitutionnelle depuis le 20/04/2016
- Membre de la Commission de la Santé, de l'Egalité des chances et des Sports depuis le 20/04/2016
- Membre de la Commission du Travail, de l'Emploi et de la Sécurité sociale depuis le 20/04/2016
- Membre effectif de la Délégation luxembourgeoise auprès du Conseil Parlementaire Interrégional (CPI) depuis le 20/04/2016

### Mandats communaux et professions
- Conseiller, Commune d'Esch-sur-Alzette du 10/10/2008 au 03/10/2014
- Attaché parlementaire, Déi Lénk de 2009 à 2016
- Porte-parole, Déi Lénk de 2015 à 2016
- Acteur / metteur en scène